# Streličarstvo na OI 2016.
Streličarstvo na OI 2016. u Rio de Janeiru održavalo se od 6. do 12. kolovoza na Sambodrou u Rio de Janeiru.

## Osvajači medalja
| Kategorija           | Zlato                                              | Srebro                                                    | Bronca                                                 |
| Muškarci pojedinačno | Ku Bon-chan Južna Koreja                           | Jean-Charles Valladont Francuska                          | Brady Ellison SAD                                      |
| Žene pojedinačno     | Chang Hye-jin Južna Koreja                         | Lisa Unruh Njemačka                                       | Ki Bo-bae Južna Koreja                                 |
| Muškarci ekipno      | Južna Koreja Ku Bon-chan Lee Seung-yun Kim Woo-jin | SAD Brady Ellison Zach Garrett Jake Kaminski              | Australija Alec Potts Ryan Tyack Taylor Worth          |
| Žene ekipno          | Južna Koreja Chang Hye-jin Choi Mi-sun Ki Bo-bae   | Rusija Tuyana Dashidorzhieva Ksenia Perova Inna Stepanova | Republika Kina Le Chien-ying Lin Shih-chia Tan Ya-ting |

## Vanjske poveznice
- Streličarstvo na OI 2016. službene stranice  Arhivirana inačica izvorne stranice od 26. kolovoza 2016. (Wayback Machine)